# Гуго Гроцій
Гу́го Гро́цій (Гу́ґо Ґро́цій; лат. Hugo Grotius), також Гуго де Гроот; (нід. Hugo de Groot нід. вимова: [ˈɦyɣoː də ɣroːt], Huig de Groot нід. вимова: [ˈɦœyɣ də ɣroːt]; 10 квітня 1583 — 28 серпня 1645) — нідерландський юрист та поет, один із основоположників сучасного міжнародного права («Вступ до голландської юриспруденції», «Про право війни і миру»).
Трактат «Про право війни і миру» мав величезний успіх і до 1775 року витримав 77 видань переважно латиною, а також нідерландською, французькою, німецькою, англійською та іспанською мовами. У цій праці вперше було теоретично розглянуто та обґрунтовано саму ідею міжнародного права. Між іншим, маючи сам досвід посланця, Гуґо Ґроцій розробив положення про права посла, які в цілому й досі є загальноприйнятими.

## Біографія
Гуґо Ґроцій — нащадок вихідця з Франції. Його дід, бургундський шляхтич, одружився у Франкфурті-на-Майні з дочкою голландця де Грота, і від нього взяв прізвище Groot, а батько, Йоган, приїхав до Нідерландів і оселився у місті Делфті, де обійняв посаду бургомістра. Тут 10 квітня 1583 року і народився Гуґо Ґроцій.
Гуґо Ґроцій належав до університетської інтелігенції: батько його був куратором, а дядько, Корнеліс, ректором Лейденського університету. Гуґо Ґроцій у вельми ранньому віці виявив виняткові наукові здібності і вже у 14 років вражав своїми знаннями вчених і правителів. Будучи у почті посланця Нідерландів Ольденбарневельде в Парижі, він так здивував своїми знаннями короля Генріха IV, що той вигукнув у присутності придворних: «От диво Голландії!».
Ґроцій присвятив себе вивченню витворів давніх класиків та права і 1598 року, тобто в 15-річному віці, в Орлеанському університеті одержав ступінь доктора права. Займаючись виданням праць грецьких і латинських авторів під керівництвом видатних французьких гуманістів Скалігера й Казобона, він також працював адвокатом в Гаазі. У 1604—1604 роках Ґроцій написав трактат «Про право здобичі» (De jure praedae), частину якого було надруковано 1609 року.
Зайнявши офіційну посаду радспенсіонарія, себто синдика Ротердама (1613 року), Ґроцій брав участь у релігійно-політичній боротьбі між «гомаристами» й «армініанами» (за іменами професорів Лейденського університету — Гомара і Армінія, лідерів ворогуючих партій). Він приєднався до «армініанів».
Боротьба велася з великою жорстокістю і закінчилась перемогою «гомаристів». Гуґо Ґроція було засуджено до довічного ув'язнення (це сталося 17 травня 1618 року) в замку Левенстейн (на річці Маасі). Там він перебував близько двох років і звільнився за допомогою своєї дружини Марії. Він утік до Франції, де король Людовик ХІІІ призначив йому пенсію.
У Франції він написав свій знаменитий трактат «Три книги про право війни і миру», який було надруковано 1623 року. У дальшому Ґроцій займався правом («Вступ до дослідження права Голландії», 1631), історією і частково релігійно-політичними питаннями.
Намагання по смерті Моріца Оранського здобути дозвіл повернутися на батьківщину без принизливого прохання про помилування виявилися даремними, і Ґроцій 1632 року оселився в Гамбурґу. Він відмовився від голландського громадянства і 1634 року посів пост шведського посланця при французькому дворі. Але дипломатична діяльність його не була успішною, здебільшого внаслідок ворожого ставлення до нього з боку кардиналів Рішельє і Мазаріні.
Незважаючи на добре ставлення до нього шведської королеви Христини, 1644 року Ґроцій звільнився з посади шведського посланця. Наступного року він поїхав до Швеції. Там він відхилив призначення його державним радником. Незабаром він виїхав до Любека. Судно, на якому він плив, зазнало аварії неподалік від Гданська. Ґроцій застудився і захворів. Його перевезли до Ростока, де в серпні 1645 року він помер. Поховано Ґроція в рідному Делфті, усипальниця розташована у Новій церкві (Нювекерк).

## Основні твори

Annotationes ad Vetus Testamentum, 1732

### Історичні та літературні твори
Багато часу протягом всього свого життя Ґроцій присвячував вивченню давніх авторів. Ним були, зокрема, видані «Збірник Стобея» (грецький текст з латинським перекладом Ґроція, 1622), «Уривки з грецьких трагедій і комедій» (1625), твори Тацита зі своїми примітками (1640).
Великий інтерес становлять також історичні праці Ґроція. В ранньому трактаті «Про давнину і лад Батавської республіки» (1610) він не тільки викладає історію створення голландської держави, але головним чином прагне виправдати та навести підстави так званого «відокремлення» Сполучених Провінцій (Нідерландів) від іспанської монархії. В творі «Про походження американських народів» (1642—1643 рр.) Ґроцій висловлює припущення про те, що американські народи пішли від північних норманів, що спускалися морем вздовж берегів Ґренландії до Північної Америки. Як першоджерело для дослідження історії боротьби Сполучених Провінцій проти посягань на їхню незалежність з боку Іспанії може служити хроніка Ґроція, що була опублікована посмертно (1657 року) під назвою «Annales et historiae de rebus Belgicis».
Ґроцій також захоплювався богослов'ям та поезією. Смерть Христа він розглядав не як спокуту гріха, а як справедливу повчальну кару, яка свідчить про гнів Бога з приводу морального (а не фізичного) гріхопадіння. Ця тема, що знайшла відображення в його поемі «Адам-вигнанець», як вважається, надихнула Мільтона на створення поеми «Втрачений рай».

### «Про право здобичі»
Трактат «Про право здобичі» — одна з ранніх праць Гуго Ґроція. ЇЇ було написано у 1604—1605 роках та частково опубліковано 1609 року під назвою «Вільне море, або про право, що належить голландцям у сфері торгівлі з Індією» (тому часто її називають просто «Вільне море»). Тут він захищав право вільного плавання кораблів під усіма прапорами у відкритому морі, доводячи безпідставність зазіхань на виключне морське панування спочатку Іспанії і Португалії, а згодом і Англії. Праця «Про право здобичі», яка містить викладення основ міжнародного права, є первинним нарисом системи, розвинутої Ґроцієм в подальшому в його головному трактаті — «Про право війни і миру». Загалом, в цьому трактаті, проте як майже в усіх працях славного голландця, неважко знайти основний її напрямок — захист інтересів Голландії, — молодої, але швидко прогресуючої морської держави.

### «Три книги про право війни і миру»

Графіка 1696 року, яка представляє Гуго де Гроота славним автором твору «De Jure Belli et Pacis»

У посвяті, якою починається трактат Гуго Ґроція «Про право війни і миру», вказано, що вона написана «задля захисту Справедливості». Виявити начала справедливості в міжнародних відносинах — ось та основна мета, якої він прагне, проводячи своє дослідження. Безглузді жорстокість і підступ, що супроводжують війни між сучасними йому державами, зокрема Тридцятирічну війну, зустрічають осуд з боку Ґроція. Він заявляє, що серця людей «втомлені війною», прагнуть встановлення загального миру.
Оскільки війнам між державами з тих чи інших причини запобігти неможливо, то вони, за глибоким переконанням Ґроція, повинні вестися відповідно до принципів права і гуманності. Ґроцій вступає в суперечку з тими, хто стверджує, ніби в міжнародних відносинах все вирішує сила і що під час війни всі закони припиняють свою дію. Він намагається інакше вирішити проблему співвідношення війни і миру. Вирішення цієї глобальної проблеми стикалося з розв'язанням питання про те, чим узагалі є право. Працюючи над цим, Ґроцій висловлює думку про існування двох видів права: норм, що виникли «шляхом встановлення», і норм, що випливають «із самої природи». Неважко зрозуміти, що Ґроцій має на увазі ідею про існування так званого природного права. «Матір'ю природного права є сама природа людини», — стверджує Ґроцій. Це право не залежить не тільки від людської сваволі, але й від волі бога.
Розвиваючи цю думку, Ґроцій зауважує, що норми природного права не розходяться з волею бога. Більше того, бог вимагає їхнього виконання. Джерелом природного права Ґроцій вважає, як зазначалося вище, людську природу, а саме контрольоване розумом прагнення людини до спілкування. Принципи природного права відповідають основним потребам співжиття людей. Це право випливає зі здорового глузду, котрим та чи інша дія, в залежності від її відповідності або протиріччя розумній природі людини, визнається або морально ганебною, або морально необхідною.
Ця особливість поглядів Ґроція обумовлює своєрідність його підходу до виявлення значення примусу для права. «Право не має свого зовнішнього здійснення, якщо воно позбавлене сили для приведення до життя». Однак, цьому певною мірою суперечить інше твердження Гуго Ґроція: «Не можна казати, що право, позбавлене підтримки силою, не мало б ніякої дії, адже дотримання справедливості надає совісті спокою, несправедливість же спричиняє страждання і муки, подібні до стану душ тиранів, що описаний Платоном». Ґроцій в своєму трактаті не зміг вдало пов'язати ці два принципи. Одним з елементів примусу, як відомо, є покарання за вчинені людиною злочини. Ґроцій висловлює в цієї галузі нові, прогресивні для свого часу тези. Зокрема, це твердження про відповідність міри покарання тяжкості вчиненого злочину. «Ніхто не має бути покараний понад свою провину», — говорить Ґроцій. Як бачимо, тут зачіпається і питання наявності вини. Ґроцій ставить питання про кримінальну відповідальність виключно за винні дії. Ґроцій також переконаний, що покарання не повинно бути метою існування права, це є лише засіб профілактики проти злочинів. При виявленні цілей покарання, слід зважати на три аспекти: користь для злочинця, користь потерпілого і користь всього суспільства. Користь для злочинця полягає у тому, що покарання сприяє його виправленню і позбавляє злочин для нього будь-якої «привабливості». Користю для потерпілого і суспільства в цілому є гарантія неповторення аналогічних злочинів з боку тієї ж особи або інших осіб.
Також Ґроцій ставить собі таке питання: як же визнаються ці принципи, що вкоренилися в природі людині? Тобто, іншими словами, які правила можна і потрібно вважати природним правом? Даючи відповідь на це питання, Ґроцій пише, що належність чогось до природного права доводиться або «з перших начал» (a priori), або з «випливаючих звідси наслідків» (a postreiori). Перше доведення складається за Ґроцієм у виявлянні за допомогою тільки логічних міркувань відповідності цього правила поведінки до людської природи. Доведення же «від наслідків» полягає у виявленні дослідним шляхом того, що визнається природним правом. Загальнопоширений наслідок, як зауважується у праці, передбачає загальну причину, а такою причиною «загального переконання» може бути тільки «загальний сенс». Ґроцій вважає, що тільки перший з наведених шляхів виявлення природного права дає можливість досягти найкращих результатів, адже користуючись доведенням «від наслідків» можна зробити висновки, що мають не абсолютну, а лише певну достовірність. Однак Ґроцій не зневажає і такий спосіб доказу. Як приклад, можна навести декілька правил поведінки, котрі, як стверджує Ґроцій, випливають з природного права: утримання від чужого майна, повернення чужої речі та отриманої з неї вигоди, дотримання обіцянок, відшкодування збитків за наявності вини особи, що спричинила їх, здійснення заслуженого покарання.
Ґроцій відрізняв право волевстановлене. Воно «змінюється в часі і різне у різних місцях». За джерелом походження, вчений поділяв його на право божественне (встановлене волею бога) і право людське (встановлене людьми). Ґроцій проголошує бога творцем законів божих, котрі викладені у священному писанні. Закон божий був тричі даний людям: одразу по створенні людини, потім для спасіння людини після потопу і востаннє — через Христа, заради остаточного очищення людського роду.
Людське ж право, за Ґроцієм, має свої підрозділи. До нього входить право внутрішньодержавне, що встановлюється цивільною владою. З цього логічне постає питання про те, що собою являє держава. Ґроцій дає вельми ґрунтовну відповідь. Виникнення держави він пояснює тією ж природною схильністю людини до спілкування. Люди первісно об'єдналися у державу, переконавшись на досвіді в неспроможності окремих розділених сімей протистоянню насильству. Ґроцій підкреслює, що люди вчинили це «не за божим велінням, а добровільно». Таким чином, він дотримується так званої договірної теорії походження держави, котра стала типовою для природно-правових концепцій. У згоді з цією теорією, Ґроцій так визначає державу: «Держава є досконалий союз вільних людей, укладений задля дотримання права і загальної користі».
Однак, поряд із цим Ґроцій висловлює думку про існування верховної влади, яка приводить до дії весь державний організм, яка не знаходиться під чиїмось контролем, окрім самого носія цієї влади. Ця влада зайнята досягненням загальнодержавного інтересу, тобто досягненням народного блага, проте не завжди в прийнятний для народу спосіб. В свою чергу, народ, за Ґроцієм, повинен підкорятися владі, і не має права на виявлення в будь-якій спосіб невдоволення нею. Народ добровільно віддається під владу володаря, і не має права виходу з-під неї в подальшому. Таким чином, Ґроцій заперечує тезу про верховенство народу. В цьому його твердженні відбивається побоювання революційних виступів народних мас, характерне для тих кіл, представником яких він був.
Цікаво простежити, як пов'язує Ґроцій природне право із внутрішньодержавним. Необхідність виконання вимог внутрішньодержавного права обумовлена суспільним договором. Але обов'язок виконання самого договору випливає з природного права, яке наказує дотримуватись даних обіцянок. Звідси виходить, що «природа може бути ніби прародителькою внутрішньодержавного права».
Другий елемент людського права — це право, обов'язкову силу якому надає воля усіх народів або багатьох з них. Його Ґроцій називає правом народів. Звідки ж походить, за Ґроцієм, цей вид права? Відповідь на це міститься також у творі «Про право війни і миру». Згідно з ним, права в галузі міжнародних відносин створюються за взаємною згодою держав із міркувань користі. Таким чином, тут ми стикаємось з таким самим мотивом, як і при встановленні внутрішньодержавного права. Вважаючи, що право народів набуває сили з угоди держав, Ґроцій разом з тим як його джерела називає саму природу, закони божі і людську мораль.
Серед інститутів, безпосередньо впроваджених правом народів, Ґроцій називає інститут посольства. Він присвятив посольській справі доволі велику частину в своїй праці. Гуґо Ґроцій закріпив за послами основні права, якими вони володіють і нині. Це дипломатична недоторканність, екстериторіальність послів і право бути прийнятим тим сувереном, до якого посланця було відряджено.
Дотримання права народів є не менш необхідним, ніж дотримання внутрішньодержавних законів. Неможливо погодитися, пише Ґроцій, з тими, хто вважає, що під час війни припиняється дія будь-якого права.
Визначаючи війну як «стан боротьби силою», Ґроцій стверджує, що під таке визначення підпадають і «приватні», і «публічні» війни. Приватні війни — це такі, котрі ведуться особами, не наділеними суспільною владою. Публічні ж війни є такими, що ведуться органами суспільної влади. Але в трактаті «Про право війни і миру» йдеться головним чином про публічні війни. Ґроцій не виражає думки про недозволенність усякої війни, він навпаки визнає цей процес як природний. У Ґроція ми зустрічаємо розділення війн на справедливі і несправедливі.
Справедливою визнається війна, що є відповіддю на правопорушення. Наприклад, Ґроцій вважає виправданими воєнні дії, вжиті народом з метою самооборони і захисту свого надбання. Такі війни, як вважає вчений, не суперечать природному праву, адже передбачливість і піклування про самих себе не суперечать природі суспільства. До несправедливих війн Ґроцій відносить насамперед війни загарбницькі. Він вважає неправомірними напади, що здійснюються одними державами проти інших із егоїстичних міркувань власної користі, заради оволодіння чужими родючими землями та іншими багатствами, з метою підкорення і обертання на рабів іншоплемінних народів всупереч їхньої волі. Не можна вважати правомірними і військові дії і в деяких інших випадках, коли, наприклад, до них звертається якась держава через непевне побоювання зростаючої могутності сусідів, котрі нічим не виказують своїх агресивних намірів.
Якщо причини розв'язання війни не є поважними, тоді, як зазначено в трактаті, навіть, якщо війна була розпочата в належному порядку (з дотриманням формальностей), усі пов'язані з нею дії несправедливі за внутрішнім сенсом. Призвідники несправедливої війни несуть відповідальність за її наслідки.
Розглянувши питання про ті обставини, за яких держава починає справедливу війну, Ґроцій зупиняється на припустимих способах ведення такої війни. Він наводить свої думки з приводу того, що дозволене щодо супротивника. Ґроцій намагається пом'якшити жорстокість війн. Він радить уникати у війні вбивств, коли для цього є принаймні найменша можливість. Він пропонує виявляти милосердя до тих, хто виступає на боці ворога випадково або примусово. Що стосується людей, не винних ні в чому, то їх Ґроцій радить не тільки не вбивати, але й всіляко запобігати створенню таких умов, за яких їхнє життя було б в небезпеці. Під час війни треба щадити дітей, жінок та старих, а також релігійних служителів, науковців, мирних землеробів, торговців і інших. Слід гуманно ставитися до полонених, вбивство яких є ганебною справою. Також Ґроцій висловлюється і за встановлення цілої низки обмежень щодо знищення і загарбання під час війни майна, що належить ворожому народу, одержання влади над переможеними.
При висвітленні проблем війни і миру Ґроцій торкається питання про договори, які укладаються державами, і про обіцянки, які надаються одним одному. Ґроцій відстоює святість таких договорів і обіцянок, сумлінність у взаєминах ворожих сторін і додержанням досягнутих ними домовленостей. Роздуми Гуго Ґроція про те, що дозволено і чого не слід робити під час війни, цікаво поєднані із зауваженнями про позицію, якої слід дотримуватися нейтральним країнам. Обов'язок цих країн полягає в утриманні від сприяння тому, хто веде несправедливу війну. У сумнівних випадках нейтральним державам рекомендовано надавати рівні послуги (окрім військової допомоги) обом сторонам.
Війна, за словами Великого голландця, несе великі нещастя. Тому, коли нема впевненості у справедливості війни, котра може розпалитися, треба віддати перевагу мирові. Як вважає Ґроцій, існує три способи запобігання війни. Суперечка, яка готова перетворитися на війну, може бути, по-перше, вирішена за допомогою переговорів. По-друге, сторони можуть обрати третейського суддю. По-третє, спір можна вирішити за допомогою жеребу. Навіть справедливі війни, заявляє Ґроцій, треба починати обачно. Існують ситуації, за яких буває доцільно відмовитися від цих війн. Коли війна вже стала неминучою, то вона йде заради укладення миру. Про мир Ґроцій неодноразово говорить впродовж усього свого твору, закликаючи до запобігання війни у міру сил. Закликами про дотримання сумлінності і миру він закінчує свій твір.